# Vale de Açor
Vale de Açor era una freguesia portuguesa del municipio de Ponte de Sor, distrito de Portalegre.

## Historia
Fue suprimida el 28 de enero de 2013, en aplicación de una resolución de la Asamblea de la República portuguesa promulgada el 16 de enero de 2013 al unirse con las freguesias de Ponte de Sor y Tramaga, formando la nueva freguesia de Ponte de Sor, Tramaga e Vale de Açor.